# Nelson Gonçalves, o Amor e o Tempo
Nelson Gonçalves, O Amor e o Tempo é um musical brasileiro escrito por Gabriel Chalita. Estreou no Rio de Janeiro no Teatro Clara Nunes em janeiro de 2019. O espetáculo fez tamanho sucesso que passou por três teatros na cidade. Além do "Teatro Clara Nunes" pode ser visto no "Imperator" e no "Teatro Sesc Ginástico". Produzido e protagonizado por Guilherme Logullo, tem também no elenco a atriz Jullie. Dirigido e coreografado por Tania Nardini, com a direção musical e arranjos de Tony Lucchesi e figurinos de Fause Haten. Em São Paulo ficou em cartaz no teatro "Gazeta", depois trilhou uma bem sucedida turnê por diversas cidades, entre elas Santos, Ribeirão Preto, Guarulhos, São José dos Campos e Mauá.
“Nelson Gonçalves, O Amor e o Tempo” é uma homenagem à trajetória de vida do homem, o artista. Entre suas canções, mora a poética de um cotidiano duro. Suas quedas o fortaleceram. Seu tempo de dor o transformou no cantor do amor. Dor e amor são alicerces que nos edificam. São sopros que nos comovem.

## Inspiração
Em junho de 2018 Guilherme Logullo procurou o autor Gabriel Chalita para falar da possibilidade de fazerem um projeto que resgatasse antigas canções e antigos cantadores.
Revisitaram algumas letras e comentaram sobre os temas atemporais que embalam os compositores. Encantado com a ideia, Gabriel se propôs a rabiscar um primeiro esboço de texto para uma nova conversa.
Quando começou a pesquisa, "Nelson lhe avisou" que faria 100 anos em junho de 2019. Ele dizia com alguma frequência que não gostaria de ser esquecido. E a propósito, ele realmente não poderia ser esquecido. Sua voz e suas músicas ficariam marcadas para o resto de nossas vidas. Gabriel sonhou, fantasiou, imaginou e voltou a realidade para concretizar este sonho.
Gabriel procurou Logullo para conversar a respeito, resolveram assim, deixar os outros cantores para uma outra ocasião. O espetáculo seria para obedecer ao aviso de Nelson Gonçalves.
Optaram por fazer uma composição textual que o homenageasse sem contar de forma linear a sua história. Dançando com as letras das canções que ele cantava, pensou em um texto que trouxesse as iluminuras do amor e as passagens do tempo.

## Sinopse
Na peça, o Nelson Homem é a emoção e o Nelson Mulher é a razão. Poderia ser o inverso. Não importa muito. O que importa é sabermos que é natural que eles briguem, que é humano que um queira dominar o outro.
A razão, na peça, é uma mulher tentando mostrar o quanto sofreu. Tentando clarificar que os ditos podem não nascer da sinceridade. Apontando para a dor de um fim. Quem já não sofreu com algum fim? Quem já não se decepcionou com uma história de amor que teimou em terminar?
A emoção na peça é um homem tentando vencer as imperfeições e prosseguir amando.
Como viver sem amor? Mesmo sabendo que pode terminar?
E, assim, eles discutem. Mas eles também dançam. E a dança os autoriza o abraço. E o abraço traz o aconchego. E, novamente, o amor. E o medo. E o pensamento começa a doer. E não se pensa em mais nada. E lá se vai a razão. E, quando volta, não quer mais correr riscos.
Foi assim com Nelson. É assim com todo mundo. O amor é a matéria-prima que nos constitui. E a razão, também.

## Lista de Músicas
| - Quando Eu Me Chamar Saudade (Nelson Cavaquinho/ Guilherme Brito) - Fica Comigo Esta Noite (Adelina Moreira/Nelson Gonçalves) - Carlos Gardel (Herivelto Martins/David Nasser) - Chão de Estrelas (Silvio Caldas/Orestes Barbosa) - Louco (Wilson Batista/Henrique de Almeida) - Pra Machucar Meu coração (Ary Barroso) - Modinha (Sergio Bittencourt) - Com Que Roupa (Noel Rosa) - Magoas de Caboclo (J. Cascata/Manézinho Araujo) - No Rancho Fundo (Ary Barroso/Lamartine Babo) - Ave Maria no Morro (Herivelto Martins) - O Mundo é um Moinho (Cartola) - Nada AléM (Custódio Mesquita) - Esses Moços (Lupicínio Rodrigues) - Renúncia (Mario Rossi/Roberto Martins) - Cabelos Brancos (Marino Pinto/Herivelto Martins) | - Segredo (Herivelto Martins) - Lábios que Beijei (Alvares Nunes/Leonel Azevedo) - Nossos Momentos (Luiz Reis/Haroldo Barbosa) - Pensando em ti (Herivelto Martins/David Nasser) - Negue (Adelino Moreira/Enzo de Almeida Passos) - Devolvi (Adelino Moreira) - Foi tudo Ilusão (Otávio Gabus Mendes/José Marcilio) - Por causa de você (Tom Jobim/Dolores Duran) - Naquela Mesa (Sérgio Bittencourt) - Viagem (João Aquino/Paulo César Pinheiro) - A Volta do Boêmio (Adelino Moreira) - Carinhoso (Pixinguinha) - Insensatez(Vinicius de Morais/Tom Jobim) - Eu Sonhei que tu Estavas tão Linda (Lamartine Babo/Francisco Mattoso) - Caminhemos (Herivelto Martins) - Noite do Meu bem (Dolores Duran) |

## Livro da peça

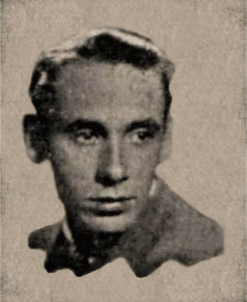
Foto de Nelson Gonçalves em uma propaganda da RCA Victor no carnaval de 1942

O livro nasce para apresentar um pouco da vida desse cantador. Em um texto de teatro. Em conflito de razão e emoção.
Em conflito de razão e emoção. Em um abrir das cortinas para as iluminuras que são capazes de nos
apontar o caminho a seguir. Como destino? Como decisão livre? Não
importa. O que importa é prosseguir.
Uma homenagem ao Nelson cantador. Ao Nelson pai, avô. Ao Nelson que deixou uma linda família que Gabriel Chalita teve a oportunidade de conhecer. Ao Nelson que ainda inspira o início de tantas histórias de amor e que ainda canta nos cantos doloridos de alguém que sozinho ficou.
Lançado em 2019 pela Companhia Editora Nacional.

## Prêmios e indicações
| Ano  | Prêmio               | Categoria                           | Trabalho                           | Resultado |
| ---- | -------------------- | ----------------------------------- | ---------------------------------- | --------- |
| 2019 | Prêmio Bibi Ferreira | Melhor Musical Brasileiro           | Nelson Gonçalves, o amor e o tempo | Indicado  |
| 2019 | Prêmio Bibi Ferreira | Melhor Atriz                        | Nelson Gonçalves, o amor e o tempo | Indicado  |
| 2019 | Prêmio Bibi Ferreira | Melhor Arranjo Original em Musicais | Nelson Gonçalves, o amor e o tempo | Indicado  |